# Benson John Lossing
Benson John Lossing, född den 12 februari 1813 i staten New York, död den 3 juni 1891, var en amerikansk xylograf och skriftställare.
Lossing var först urmakare, sedan tidningsman och skrev populärt hållna arbeten, vilka han själv illustrerade, om sitt lands historia med mera.